# Marcus Steffen
Marcus Steffen (Arnhem, 1 februari 2003) is een Nederlands voetballer die als verdediger voor Vitesse speelt.

## Carrière
Marcus Steffen speelde in de jeugd van VV Eldenia, ESA Rijkerswoerd en Vitesse. Hij debuteerde in het eerste elftal van Vitesse op 25 mei 2022, in de met 3-0 gewonnen play-offwedstrijd tegen FC Utrecht. Hij kwam in de laatste minuut van de verlenging in het veld voor Riechedly Bazoer. Ook in de twee finalewedstrijden tegen AZ kwam hij als invaller in het veld. Een maand later tekende hij zijn eerste contract bij Vitesse.
Op 12 december 2024 maakte Vitesse bekend dat Steffen een nieuw contract tot 2028 getekend heeft met optie voor een extra seizoen.

### Statistieken
| Seizoen                     | Club           | Land           | Competitie     | Competitie | Competitie | Beker | Beker | Overig | Overig | Totaal | Totaal |
| Seizoen                     | Club           | Land           | Competitie     | Wed.       | Dlp.       | Wed.  | Dlp.  | Wed.   | Dlp.   | Wed.   | Dlp.   |
| --------------------------- | -------------- | -------------- | -------------- | ---------- | ---------- | ----- | ----- | ------ | ------ | ------ | ------ |
| 2021/22                     | Vitesse        | Nederland      | Eredivisie     | 0          | 0          | 0     | 0     | 3      | 0      | 3      | 0      |
| 2022/23                     | Vitesse        | Nederland      | Eredivisie     | 0          | 0          | 0     | 0     | –      | –      | 0      | 0      |
| 2023/24                     | Vitesse        | Nederland      | Eredivisie     | 0          | 0          | 0     | 0     | –      | –      | 0      | 0      |
| 2024/25                     | Vitesse        | Nederland      | Eerste divisie | 26         | 2          | 1     | 0     | –      | –      | 27     | 2      |
| Carrièretotaal              | Carrièretotaal | Carrièretotaal | Carrièretotaal | 26         | 2          | 1     | 0     | 3      | 0      | 30     | 2      |
| Bijgewerkt t/m 18 juni 2025 |                |                |                |            |            |       |       |        |        |        |        |